# Gabriel Mas
Pour les articles homonymes, voir Mas.
Mas  Arbona est un nom espagnol. Le premier nom de famille, en général paternel, est Mas ; le second, en général maternel, souvent omis, est Arbona.
Gabriel Mas Arbona (né le 9 mars 1933 à Montuïri) est un coureur cycliste espagnol. Professionnel de 1957 à 1966, il a notamment remporté le Tour d'Andalousie (1960) et une étape du Tour d'Espagne 1959.

## Palmarès sur route
- 1957
  - 6e étape du Tour d'Andalousie
  - 4eb et 5e étapes du Tour du Portugal
  - 6e étape du Tour des Asturies
  - 2e du Tour d'Andalousie

- 1958
  - 2e du Tour d'Andalousie
  - 2e du championnat d'Espagne sur route indépendants
  - 2e du Tour de Catalogne

- 1959
  - 6e étape du Tour d'Espagne

- 1960
  - Classement général du Tour d'Andalousie
  - 1re étape du Tour d'Espagne (contre-la-montre par équipes)
  - 2e du Trofeo Masferrer

- 1961
  - 1rea étape du Tour d'Espagne (contre-la-montre par équipes)
  - 3e du Tour d'Andalousie
  - 3e du Tour du Levant

- 1962
  - 3e du Tour d'Andalousie

- 1964
  - 2e du Trofeo Jaumendreu

- 1965
  - 3e du championnat d'Espagne sur route

## Résultats sur les grands tours

### Tour de France
3 participations
- 1960 : abandon (6e étape)
- 1963 : 40e
- 1964 : abandon (7e étape)

### Tour d'Espagne
8 participations
- 1957 : abandon (2e étape)
- 1958 : 18e
- 1959 : 39e, vainqueur de la 6e étape
- 1960 : hors délais (15e étape), vainqueur de la 1re étape (contre-la-montre par équipes),  maillot amarillo pendant 1 jour
- 1961 : 35e, vainqueur de la 1rea étape (contre-la-montre par équipes)
- 1962 : abandon (7e étape)
- 1963 : non-partant (4e étape)
- 1964 : 38e

### Tour d'Italie
2 participations 
- 1960 : 51e
- 1961 : 17e, 2e du classement de la montagne